# Mizpah Hotel
The Mizpah Hotel es un hotel histórico en Tonopah, Nevada, EE. UU. Es miembro de Historic Hotels of America, el programa oficial del National Trust for Historic Preservation.
El Mizpah y el cercano edificio Belvada, ambos de cinco pisos de altura, compartieron el título de edificio más alto de Nevada hasta 1927. El hotel recibió su nombre de la mina Mizpah y fue el centro social de Tonopah. Es anterior al Mizpah Saloon, que abrió sus puertas en 1907, y fue la primera estructura permanente en Tonopah. Fue financiado por George Wingfield, George S. Nixon, Cal Brougher y Bob Govan y diseñado por George E. Holesworth de Reno, Nevada (otras fuentes afirman que el arquitecto fue Morrill J. Curtis). Brougher, en particular, estuvo involucrado con Belmont, Tonopah, Midway and Tonopah Mining Company y Tonopah Divide Mining Company. Brougher era propietario de Tonopah Banking Corporation, que tenía una oficina en el vestíbulo del edificio de 1905, y era director del Banco de Italia en San Francisco.
De hormigón armado estaba revestido con piedra en el frente y ladrillo en los lados y la parte trasera. El vecino Brougher-Govan Block de tres pisos, con habitaciones en los pisos superiores, sirvió como la primera Mizpah y permanece conectado. Se utilizaron columnas de hierro fundido en las ventanas y escaleras de incendios. Los edificios de tres y cinco pisos se unen con una escalera de madera coronada por un lucernario. Se proporcionó calor de vapor, junto con el primer ascensor en Tonopah.
Según la leyenda, Wyatt Earp se quedó con el salón, Jack Dempsey era un portero y Howard Hughes se casó con Jean Peters en el Mizpah. Pero Wyatt Earp dejó Tonopah antes de que se construyera Mizpah, Hughes se casó en Tonopah, pero no en Mizpah, y Dempsey afirmó que nunca fue un portero. No obstante, el hotel cuenta con la sala Jack Dempsey y el bar Wyatt Earp.
Se dice que el hotel alberga un fantasma considerado la Dama de Rojo por los huéspedes del hotel que han experimentado su presencia. La leyenda dice que la Dama de Rojo es el fantasma de una prostituta que fue golpeada y asesinada en el quinto piso del hotel por un exnovio celoso. Otra descripción ampliamente aceptada de los hechos es que La dama de rojo había sido sorprendida haciendo trampa por su esposo en el hotel después de perder un tren, quien luego procedió a matarla en un ataque de celos. La dama de rojo inquietante de Mizpah apareció en la temporada 5, episodio 2 de Ghost Adventures en Travel Channel.
El Mizpah cambió de manos varias veces a lo largo de los años hasta que Frank Scott de Las Vegas (quien también construyó el Union Plaza Hotel) lo compró en 1979. Scott actualizó el hotel con "todas las comodidades modernas", actuando como un puente hacia la actualidad, al tiempo que preservaba el romance anticuado que lo había atraído por primera vez al hotel. En total, el trabajo tomó 2,5 años y costó casi 4 millones de dólares. Hot
Estuvo cerrado desde 1999, pero a principios de 2011, Fred y Nancy Cline de Cline Cellars, Sonoma, California, lo compraron, renovaron y reabrieron el edificio al público en agosto de 2011. Recientemente renovado, cuenta con 47 habitaciones, un bar y dos restaurantes; El café Pittman y la sala Jack Dempsey. Hay planes para renovar más habitaciones en el anexo del hotel y agregar un pequeño casino.[cita requerida]

## enlaces externos
- Hotel Mizpa

- Datos: Q6884724
- Multimedia: Mizpah Hotel / Q6884724